# Jagiellonia Białystok w sezonie 1961/1962

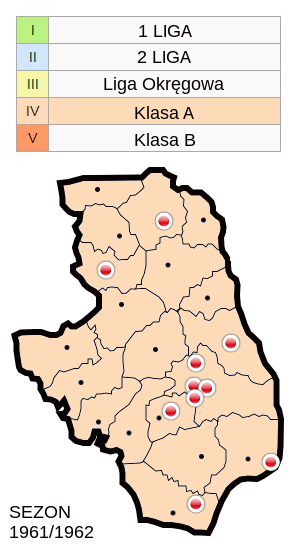
BOZPN - Zespoły występujące w Klasie A w sezonie 1961/62

Jagiellonia Białystok przystąpiła do rozgrywek klasy A Białostockiego OZPN.

## IV poziom rozgrywkowy
Drużyna Jagiellonii po spadku nie nawiązała walki o awans do klasy okręgowej, zajmując w tabeli 5 miejsce.

## Tabela Klasy A Białostocki OZPN
| Lp. | Drużyna                 | M  | Z | R | P | Bramki | Bramki | Różn. | Pkt. | Uwagi           |
| --- | ----------------------- | -- | - | - | - | ------ | ------ | ----- | ---- | --------------- |
| 1   | Husar Nurzec            | 18 |   |   |   | 81     | 27     | +54   | 31   | Awans Liga Okr. |
| 2   | Skra Czarna Białostocka | 18 |   |   |   | 48     | 22     | +26   | 26   | Awans Liga Okr. |
| 3   | Sokół Sokółka           | 18 |   |   |   | 49     | 33     | +16   | 23   | Baraż/Awans     |
| 4   | Żubr Białowieża         | 18 |   |   |   | 37     | 31     | +6    | 21   |                 |
| 5   | Jagiellonia Białystok   | 18 |   |   |   | 35     | 34     | +1    | 18   |                 |
| 6   | Gwardia II Białystok    | 18 |   |   |   | 40     | 32     | +8    | 16   |                 |
| 7   | Mazur II Ełk            | 18 |   |   |   | 37     | 42     | -5    | 16   |                 |
| 8   | Ognisko Białystok       | 18 |   |   |   | 33     | 50     | -15   | 14   |                 |
| 9   | LZS Uhowo               | 18 |   |   |   | 23     | 66     | -43   | 9    |                 |
| 10  | Wigry II Suwałki        | 18 |   |   |   | 18     | 64     | -46   | 6    | Spadek kl.B     |

- Sokół Sokółka awansował do Ligi Okręgowej po turnieju barażowym, w którym wzięły udział Warmia Grajewo i Puszcza Hajnówka (z Ligi Okr.) oraz Sokół Sokółka i Żubr Białowieża (z Klasy A). Turniej zakończył się zwycięstwem i awansem Sokoła (1m.) i Warmii (2m.), Żubr (3m.) i Puszcza (4m.).

## Mecze
| Mecze i wyniki | Mecze i wyniki                                                                                | Mecze i wyniki                                                                                | Mecze i wyniki                                                                                | Mecze i wyniki                                                                                | Mecze i wyniki                                                                                | Mecze i wyniki | Mecze i wyniki  | Poz w lidze. | Poz w lidze. | Poz w lidze. |
| Lp. | Data                                                                                          | Rozgrywki                                                                                     | F.                                                                                            | D/W                                                                                           | Przeciwnik                                                                                    | Wynik          | Strzelcy bramek | M.           | P.           | Br.          |
| --- | --------------------------------------------------------------------------------------------- | --------------------------------------------------------------------------------------------- | --------------------------------------------------------------------------------------------- | --------------------------------------------------------------------------------------------- | --------------------------------------------------------------------------------------------- | -------------- | --------------- | ------------ | ------------ | ------------ |
| | 30.07.1961 Białystok                                                                          | Klasa A - 1 kol.                                                                              | b.d.                                                                                          | D                                                                                             | LZS Uhowo                                                                                     | (przeł.)       |                 |              |              |              |
| 1 335 | 06.08.1961 Sokółka                                                                            | Klasa A - 2 kol.                                                                              | b.d.                                                                                          | W                                                                                             | Sokół Sokółka                                                                                 | 3:1            |                 | 8            | 0            | 1:3          |
| 2 336 | 13.08.1961 Białystok                                                                          | Klasa A - 3 kol.                                                                              | b.d.                                                                                          | D                                                                                             | Husar Nurzec                                                                                  | 1:2            |                 | 9            | 0            | 2:5          |
| 3 337 | 20.08.1961 Białowieża                                                                         | Klasa A - 4 kol.                                                                              | b.d.                                                                                          | W                                                                                             | Żubr Białowieża                                                                               | 1:0            |                 | 9            | 0            | 2:6          |
| 4 338 | 03.09.1961 Białystok                                                                          | Klasa A - 5 kol.                                                                              | b.d.                                                                                          | D                                                                                             | Gwardia Białystok                                                                             | 2:4            |                 | 10           | 0            | 4:10         |
| 5 339 | 17.09.1961 Białystok                                                                          | Klasa A - 6 kol.                                                                              | b.d.                                                                                          | W                                                                                             | Ognisko Białystok                                                                             | 1:1            |                 | 10           | 1            | 5:11         |
| 6 340 | 24.09.1961 Białystok                                                                          | Klasa A - 7 kol.                                                                              | b.d.                                                                                          | D                                                                                             | Wigry II Suwałki                                                                              | 6:2            |                 | 10           | 3            | 11:13        |
| 7 341 | 01.10.1961 Czarna B.                                                                          | Klasa A - 8 kol.                                                                              | b.d.                                                                                          | W                                                                                             | Skra Czarna Białostocka                                                                       | 0:1            |                 | 8            | 5            | 12:13        |
| 8 342 | 08.10.1961 Białystok                                                                          | Klasa A - 9 kol.                                                                              | b.d.                                                                                          | D                                                                                             | Mazur II Ełk                                                                                  | 2:3            |                 | 9            | 5            | 14:16        |
| 9 343 | 15.10.1961 Białystok                                                                          | Klasa A - 1 kol. (zaległy)                                                                    | b.d.                                                                                          | D                                                                                             | LZS Uhowo                                                                                     | 2:2            |                 | 8            | 6            | 16:18        |
| | 25.03.1962 Uhowo                                                                              | Klasa A - 10 kol.                                                                             | b.d.                                                                                          | W                                                                                             | LZS Uhowo                                                                                     | (przeł.)       |                 | 8            | 6            | 16:18        |
| | 01.04.1962 Białystok                                                                          | Klasa A - 11 kol.                                                                             | b.d.                                                                                          | D                                                                                             | Sokół Sokółka                                                                                 | (przeł.)       |                 | 8            | 6            | 16:18        |
| 10 344 | 08.04.1962 Nurzec                                                                             | Klasa A - 12 kol.                                                                             | b.d.                                                                                          | W                                                                                             | Husar Nurzec                                                                                  | 7:0            |                 | 8            | 6            | 16:25        |
| 11 345 | 15.04.1962 Białystok                                                                          | Klasa A - 13 kol.                                                                             | b.d.                                                                                          | D                                                                                             | Żubr Białowieża                                                                               | 1:3            |                 | 9            | 6            | 17:28        |
| 12 346 | 29.04.1962 Białystok                                                                          | Klasa A - 14 kol.                                                                             | b.d.                                                                                          | W                                                                                             | Gwardia Białystok                                                                             | 0:2            |                 | 9            | 8            | 19:28        |
| 13 347 | 06.05.1962 Białystok                                                                          | Klasa A - 15 kol.                                                                             | b.d.                                                                                          | D                                                                                             | Ognisko Białystok                                                                             | 4:0            |                 | 6            | 10           | 23:28        |
| 14 348 | 13.05.1962 Suwałki                                                                            | Klasa A - 16 kol.                                                                             | b.d.                                                                                          | W                                                                                             | Wigry II Suwałki                                                                              | 0:3            |                 | 5            | 12           | 26:28        |
| 15 349 | 20.05.1962 Białystok                                                                          | Klasa A - 17 kol.                                                                             | b.d.                                                                                          | D                                                                                             | Skra Czarna Białostocka                                                                       | 0:2            |                 | 8            | 12           | 26:30        |
| 16 350 | 27.05.1962 Ełk                                                                                | Klasa A - 18 kol.                                                                             | b.d.                                                                                          | W                                                                                             | Mazur II Ełk                                                                                  | 1:2            |                 | 6            | 14           | 28:31        |
| 17 351 | 03.06.1962 Uhowo                                                                              | Klasa A - 10 kol. (zaległy)                                                                   | b.d.                                                                                          | W                                                                                             | LZS Uhowo                                                                                     | 3:0*           |                 | 7            | 14           | 28:34        |
| 18 352 | 11.06.1962 Białystok                                                                          | Klasa A - 11 kol. (zaległy)                                                                   | b.d.                                                                                          | D                                                                                             | Sokół Sokółka                                                                                 | 4:3            |                 | 6            | 16           | 32:37        |
| * Mecz LZS Uhowo : Jagiellonia zweryfikowany po sezonie, przyznano walkowera dla Jagiellonii. | * Mecz LZS Uhowo : Jagiellonia zweryfikowany po sezonie, przyznano walkowera dla Jagiellonii. | * Mecz LZS Uhowo : Jagiellonia zweryfikowany po sezonie, przyznano walkowera dla Jagiellonii. | * Mecz LZS Uhowo : Jagiellonia zweryfikowany po sezonie, przyznano walkowera dla Jagiellonii. | * Mecz LZS Uhowo : Jagiellonia zweryfikowany po sezonie, przyznano walkowera dla Jagiellonii. | * Mecz LZS Uhowo : Jagiellonia zweryfikowany po sezonie, przyznano walkowera dla Jagiellonii. | 0:3(vo)        |                 | 5            | 18           | 35:34        |
| - rozgrywki ligowe, - rozgrywki pucharu polski, - rozgrywki pucharu ligi, - rozgrywki ligi europejskiej, - mecze barażowe lub eliminacyjne, - inne. Liczba meczów w sezonie:1 2 (wszystkie mecze na najwyższym poziomie rozgrywkowym)3 (wszystkie mecze w rozgrywkach ligowych bez baraży) , Puchar Polski: 2 (mecze Pucharu Polski na szczeblu centralnym)3 (wszystkie mecze w Pucharze Polski) |                                                                                               |                                                                                               |                                                                                               |                                                                                               |                                                                                               |                |                 |              |              |              |